# Bitwa pod Gablini
Bitwa pod Gablini – starcie zbrojne, które rozegrało się 24 lipca 616 r. p.n.e. między wojskami asyryjskimi i babilońskimi. W początkowym okresie wojny król Nabopolassar samodzielnie starał się pokonać Asyrię, dlatego podjął szereg wypraw na północnego sąsiada.

## Przebieg kampanii i bitwy
Zgodnie z informacjami z jednej z kronik nowobabilońskich:
„W dziesiątym roku (panowania) Nabopolassara (616–615 r. p.n.e.), w miesiącu ajaru, zgromadził on armię Akkadu i pomaszerował wzdłuż brzegu Eufratu. Suhejczycy i Hindanejczycy nie dołączyli do bitwy, lecz złożyli przed nim trybut. W miesiącu abu armia Asyrii ustawiła się w szyku bojowym w Gablini. Nabopolassar ruszył w jej kierunku i dwunastego dnia miesiąca abu (24 lipca 616 roku p.n.e.) stoczył bitwę z armią Asyrii; armia Asyrii wycofała się przed nim, a on zadał Asyryjczykom druzgocącą klęskę. Pojmał wielu jeńców, schwytał Mannejczyków, którzy przyszli im z pomocą oraz asyryjskich oficerów. W tym samym dniu zdobył on Gablini. W miesiącu abu król Akkadu i jego armia wyruszyli w kierunku Mane, Sahiri i Balihu, zdobyli je, wzięli wielkie łupy i uprowadzili ich bogów. W miesiącu ululu król Akkadu i jego armia wyruszyli w drogę powrotną i w jej trakcie zabrali ludzi Hindanu i ich bogów do Babilonu. W miesiącu teszritu armia Egiptu i armia Asyrii ścigały króla Akkadu aż do Gablini, ale nie udało im się złapać króla Akkadu”